# Maks Sołowiejczyk
Maks Sołowiejczyk, lit. Maksas Soloveičikas (ur. 1883 w Kownie, zm. 1957) – rosyjski i litewski działacz syjonistyczny, dziennikarz, poseł na Sejm Litwy i minister ds. żydowskich (1919–1922), dyrektor żydowskiego banku w Tel Awiwie. 

## Życiorys
Po ukończeniu szkoły średniej w Kownie studiował w Petersburgu, Niemczech i Szwajcarii, w tej ostatniej uzyskał tytuł doktora filozofii. Odbył podróż po Bliskim Wschodzie i Ziemi Świętej, później przeprowadził się do Petersburgaa, gdzie zaangażował się w działalność syjonistyczną i naukową, pracując m.in. nad piętnastotomową „Historią narodu żydowskiego”. Pracował jako redaktor w gazetach „Jewriejskaja Żizń” i „Rasswiet”.
W czasie I wojny światowej krótko mieszkał w Niemczech, jednak w 1915 znalazł się w Moskwie. Po powrocie na Litwę kandydował do rady miejskiej w Kownie, wkrótce został wybrany członkiem zarządu miasta. 
W gabinetach Mykolasa Sleževičiusa, Ernesta Galvanauskasa i Kazysa Griniusa sprawował urząd ministra ds. żydowskich (od kwietnia 1919 do grudnia 1922). W 1919 wziął udział w paryskiej konferencji pokojowej jako przedstawiciel litewskich Żydów. 
W kwietniu 1920 został wybrany do Sejmu Ustawodawczego Litwy. W kwietniu 1922 podał się do dymisji w proteście przeciwko brakowi umocowania prawnego resortu ds. żydowskich w litewskiej konstytucji, jednak funkcję ministra sprawował de facto do końca roku, gdy rozpoczął pracę w Biurze Wykonawczym Światowej Organizacji Syjonistycznej.
Od 1923 mieszkał w Berlinie, po dojściu do władzy Hitlera wyjechał do Palestyny, gdzie do 1941 stał na czele banku w Tel Awiwie.